# ジュリオ・セザール・ダ・シウバ
ジュリオ・セザール（Júlio César) ことジュリオ・セザール・ダ・シウバ（Júlio César da Silva、1963年3月8日 - ）は、ブラジル・サンパウロ州バウル出身の元同国代表サッカー選手。ポジションはディフェンダー。強靭でパワフルなセンターバックで、タックルや1対1の対応が上手く、戦術眼に優れ、シュート力も兼ね備えていた。

## クラブ経歴
元々貧しい家庭に生まれたが、子供の頃に父親が家族を捨てて居なくなり、母親はメイドとして2人の子供を育てていた。自身も靴磨きや、大工作業などをして家計を助けた。ノロエステというクラブのユースチームでサッカーを始めたが、母親はサッカー選手になることには反対だった。13歳の時、グアラニFCユースのトライアルに合格、16歳でプロ契約した。19歳の頃、ハーフバックからセンターバックへとコンバートされた。1982年にはチームのリーダー挌の選手となっていた。この時、チームには、カレッカが居て、良い友人関係を築いた。
1986年のワールドカップでのプレーにより、ヨーロッパのクラブからも注目され、フランスのブレストへと移籍した。1987年に モンペリエへ移籍、ローラン・ブランとセンターバックのコンビを組み、クープ・ドゥ・フランス優勝も果たした。
1990-91シーズン、ユヴェントスFCへ移籍。1992-93シーズン、10月のナポリ戦での負傷で、半数近い試合を欠場したが、ユルゲン・コーラーとのセンターバックコンビで、UEFAカップで優勝するなど、最も良いシーズンを過ごした。1993-94シーズンも怪我で半年間の離脱した。シーズン終了後にヴェルディ川崎入りかと報じられたこともあった。
1994-95シーズン、2シーズン前、UEFAカップで対戦した時のプレーに惹かれた、ボルシア・ドルトムントが獲得した。同シーズンと翌1995-96シーズンのリーグ優勝に貢献、1996-97シーズンの負傷で決勝は欠場したが、UEFAチャンピオンズリーグ優勝。翌シーズンのトヨタカップでは先発し優勝に貢献した。ブンデスリーガでは通算92試合に出場7ゴールを挙げた。ドルトムント通算では116試合で10得点を記録した。
2001年にブラジルに帰国し、リオ・ブランコECでのプレーを最後に現役引退した。

## 代表経歴
代表チームでは、1984年、非公式戦ながら、ブラジル代表に初選出され、パラグアイとの試合に出場した。、1986年、東ドイツとの試合で公式戦初出場を果たすと、メキシコW杯では、オスカーに代わり、レギュラーとして起用された。準々決勝のフランス戦では延長PK戦でソクラテスと共にPKを外し、チームは準決勝に進出出来なかった。
1987年以降、ヨーロッパで活躍していたものの、殆ど代表に呼ばれることは無く、1990年のワールドカップでも、代表に召集されなかった。1993年のUSカップでは、代表に召集され、ドイツ戦、アメリカ戦でプレー、翌年のワールドカップへの出場も視野に入っていたが、この時、代表チームの宿舎で盗難事件が起こり、ブラジルサッカー連盟は、選手が被った損害の賠償を拒否したことから、連盟に不信感を抱き、以降、代表チームでのプレーを拒否した。